# NGC 1148
NGC 1148 é uma galáxia espiral (Sd) localizada na direcção da constelação de Eridanus. Possui uma declinação de -07° 41' 08" e uma ascensão recta de 2 horas, 57 minutos e 04,3 segundos.
A galáxia NGC 1148 foi descoberta em 10 de Novembro de 1885 por Lewis A. Swift.